# バクルー公
バクルー公爵（英: Duke of Buccleuch、発音:/bəˈkluː/）は、イギリスの公爵位。1663年4月20日、イングランド王チャールズ2世（スコットランド王としてもチャールズ2世）が、愛妾ルーシー・ウォルターとの間にもうけた庶子、初代モンマス公爵ジェイムズ・スコットにスコットランド貴族として授けた。1810年以降、クイーンズベリー公爵と継承者を一にする。次項では、前身となったバクルー伯爵の歴史についても触れる。

## 歴史

### スコット家の勃興
サー・ウォルター・スコット(1565-1611)が1606年にスコットランド貴族としてバクルーのスコット卿(Lord Scott of Buccleuch)に叙されたことが、スコット家勃興の端緒である。
その息子である2代卿ウォルター(?-1633)は1619年にバクルー伯爵(Earl of Buccleuch)に陛爵するとともに、併せてフィッチェスター及びエスクデイルのスコット卿(Lord Scott of Whitchester and Eskdaill)に叙せられた。初代伯ののちは、息子のフランシスが爵位を相続した。
2代伯フランシス(1626-1651)は長男に先立たれていたため、爵位は長女のメアリー(1647-1661)が承継した。しかし彼女もまた子がなかったため、爵位はさらに次女アン(1651-1732)に相続された。

### モンマス公との婚姻による公爵位叙爵

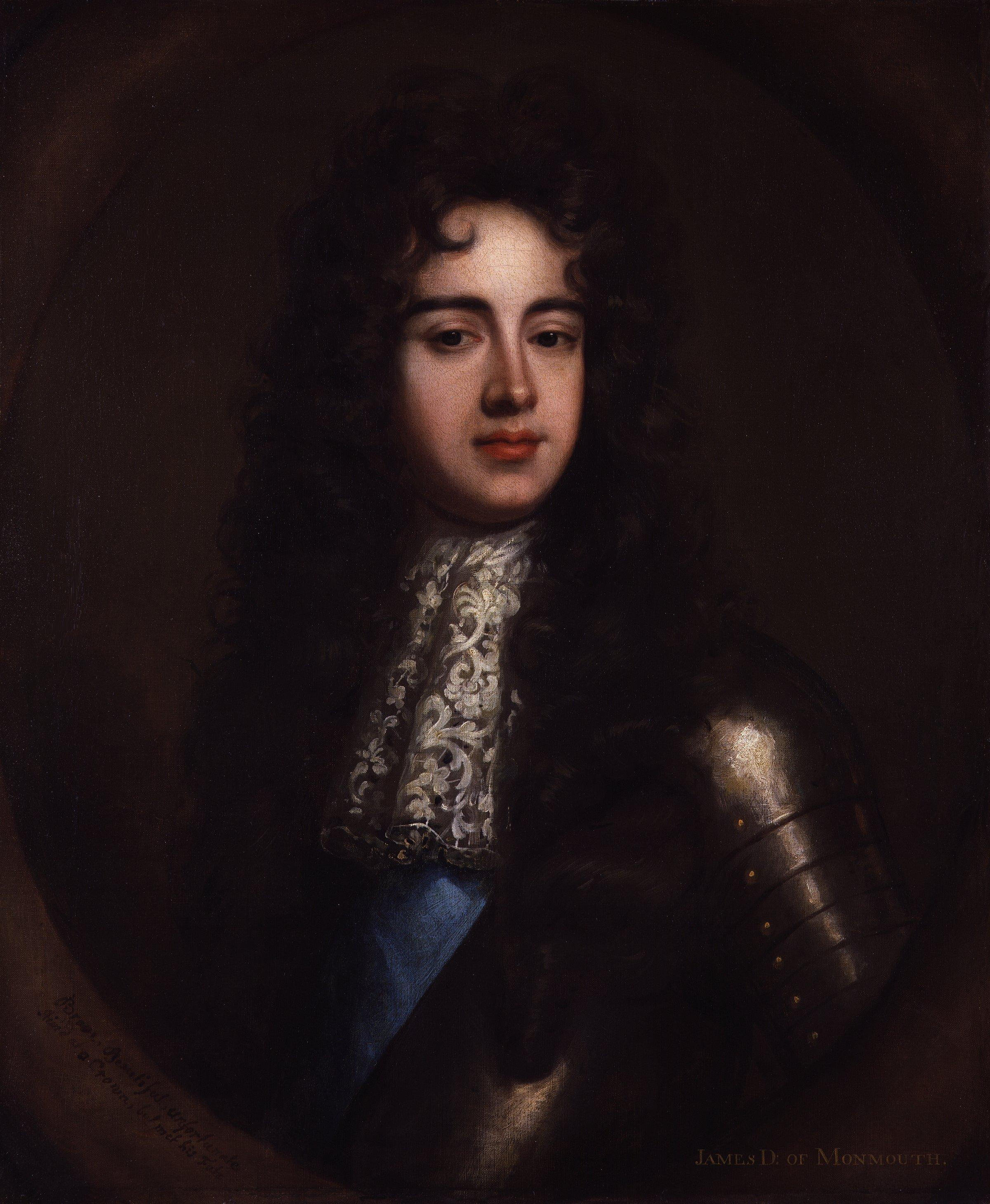
モンマス公ジェイムズ・スコット

4代女伯アンはチャールズ2世の庶子ジェイムズ・クロフツ(1649-1685)と結婚したのち、1663年にスコットランド貴族爵位のバクルー女公爵(Ducchess of Buccleuch)に叙せられた。また、夫ジェイムズも併せてバクルー公爵(Duke of Buccleuch)及びモンマス公爵(Duke of Monmouth)に授爵された。これが公爵家の嚆矢である。しかし1685年6月11日にジェイムズが反乱を起こしたため、7月15日に反逆罪で処刑されてしまう。しかし、アンは彼女の権利としての叙爵であったため、反乱後も私権剥奪されることはなかった。これ以後、バクルー公位はモンマス公ジェイムズとアンの子孫に継承された。
初代公爵アンは息子であるダルキース伯爵ジェイムズに先立たれていたため、爵位は孫のフランシスに継承された。

### 公爵家としてのスコット家
2代公爵フランシス(1694-1751)はクイーンズベリー公爵家令嬢ジェイン・ダグラスと結婚した。また、初代公ジェイムズの保持したイングランド貴族爵位たるドンカスター伯爵(Earl of Doncaster)とティンデイルのスコット男爵(Baron Scott of Tindale)は、同人の処刑による私権剥奪で失われたが、1742年に彼の代に復活している。なお、爵位は先代と同様の理由から孫のヘンリーが相続した。
その3代公爵ヘンリー(1746-1812)は親族から多くの爵位を継承することになる。又従弟にあたる「Old Q」こと第4代クイーンズベリー公爵ウィリアム・ダグラスが独身のまま死去したからである。これに伴い、3代公はクイーンズベリー公爵(Duke of Queensberry)とその従属爵位を継承した。（ただし、クイーンズベリー侯爵（クイーンズベリ公爵の従属爵位）は切り離され、ダグラス家の縁戚が継承している。）
なお、バクルー公爵家のように2つ以上の公爵位を併せ持つ英国貴族はごく少数であり、王族ではプリンス・オブ・ウェールズ（コーンウォール公爵及びロスシー公爵）、臣民ではハミルトン公爵家（兼ブランドン公爵）、アーガイル公爵家（兼アーガイル公爵）、リッチモンド公爵家（兼レノックス公爵及びゴードン公爵）の計4例のみである。
これ以降も、現在に至るまでバクルー公爵位とクイーンズベリー公爵位は3代公の男系子孫によって継承され続けている。また、家名は4代公爵チャールズの代にスコット姓（Scott）からモンタギュー＝スコット姓（Montagu-Scott）、モンタギュー＝ダグラス＝スコット姓（Montagu-Douglas-Scott）と移り変わった。
その子の5代公爵ウォルター(1806-1884)は保守党の政治家で、王璽尚書や枢密院議長を歴任した。なお、5代公の次男は1885年にビューリーのモンタギュー男爵を授けられたため、公爵家の分家が誕生している。
孫の7代公爵ジョン(1864-1935)の代には子女がイギリス王室に嫁いでいる。7代公の三女アリスはグロスター公爵ヘンリー王子（国王ジョージ5世とメアリー王妃の第三王子）と結婚し、この子孫は現在も続いている。

### 現在
公爵の法定推定相続人が用いる儀礼称号はダルキース伯爵であり、伯爵の長男（公爵の嫡孫）はエスクデイル卿の称号を用いる。
作家ウォルター・スコットは、バクルー卿の直系子孫にあたる。
現在の10代バクルー公リチャードは、イギリス国内で最大の土地を所有する地主であり、バクルー・グループ（資産管理の会社形態をとる）の総帥である。

## 邸宅
公爵家の本宅は、セルカーク（スコティッシュ・ボーダーズ）郊外にある、スコット家伝来のボウヒル・ハウスである。ダグラス家伝来のドラムランリグ城（ダンフリーズ・アンド・ガロウェイ）、モンタギュー家伝来のカントリー・ハウス、ボウトン・ハウス（ノーサンプトンシャー）も所有する。これら3つの邸宅は今も公爵家の住まいとして使用されており、時に一般公開される。公爵家はダルキース（ミッドロージアン）のダルキース城も所有している。（過去には多くの州で邸宅や城を数軒所有していた。）
ロンドンでの邸宅として代々使用されるのは、モンタギュー・ハウス (ホワイトホール) であった。

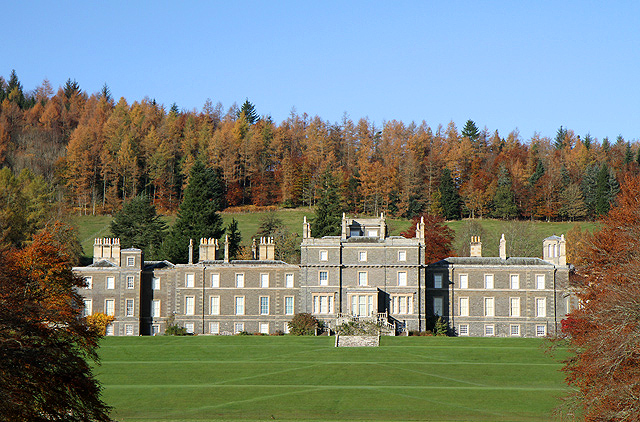
ボウヒル・ハウス（英語版）、現在の公爵家の主邸。
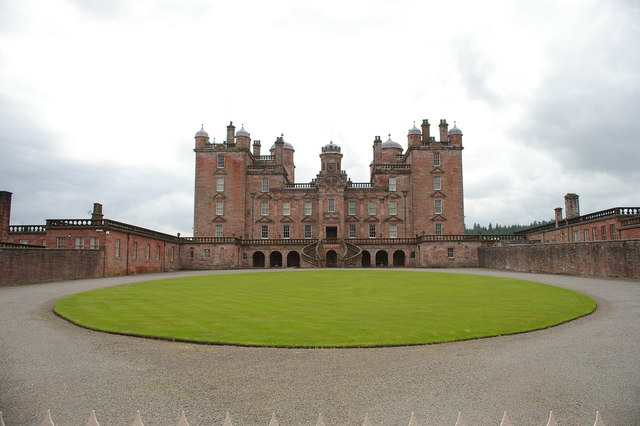
ドラムランリグ城（英語版）、公爵家の方針により、領民は無料で宿泊できる。
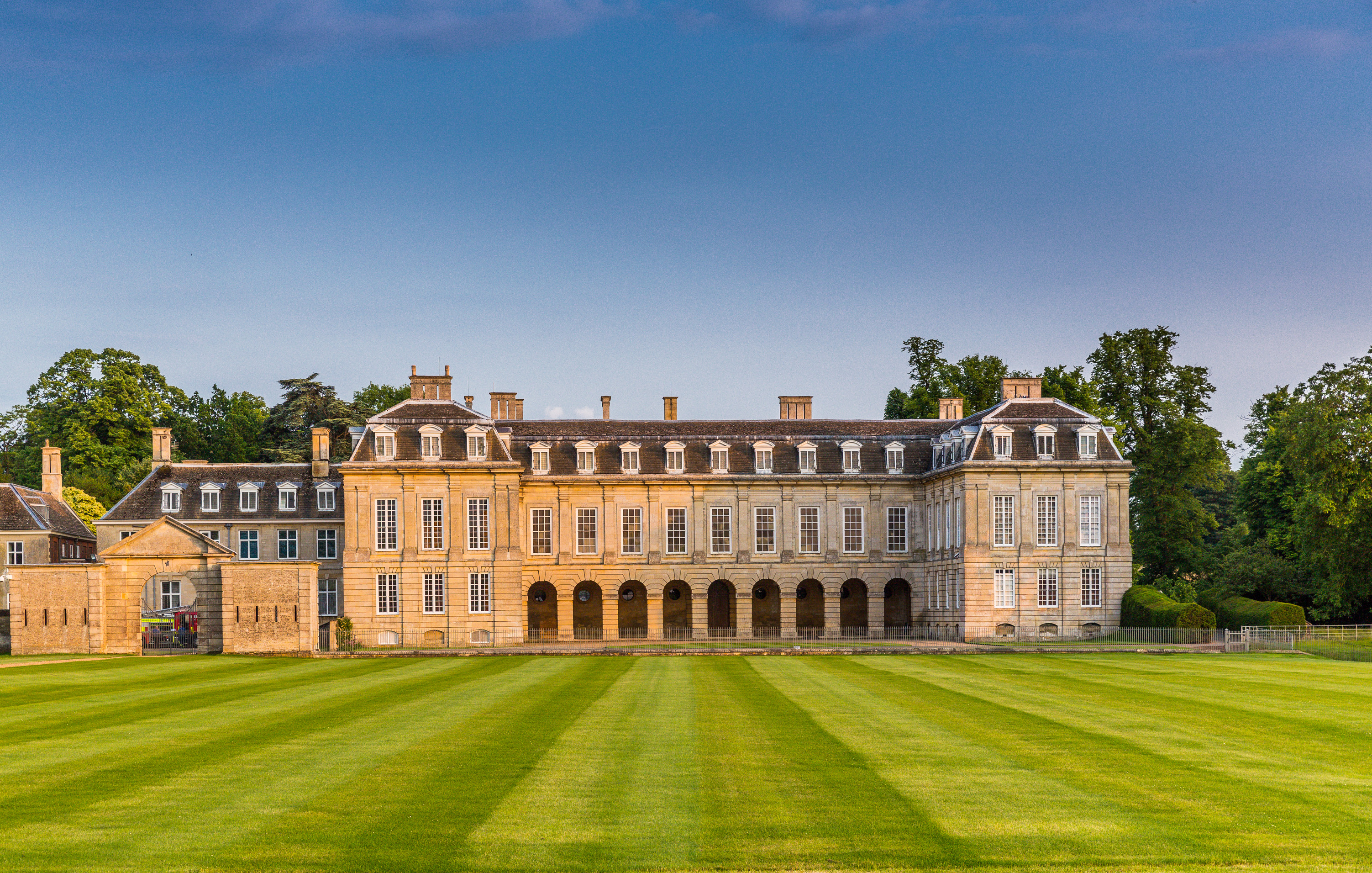
ボウトン・ハウス（英語版）、ベルサイユ宮殿を模した本邸宅には、多数の高価なフランス家具コレクションが収蔵されているという[13]。
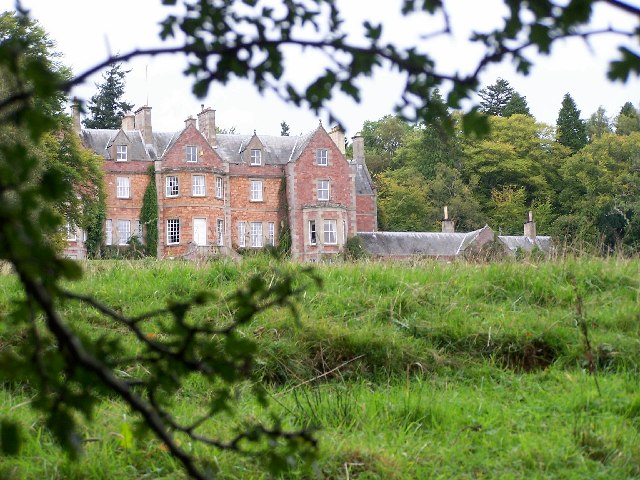
エイルドン・ホール（英語版）、スコティッシュ・ボーダーズ（スコットランドとイングランドとの国境近く）に建つ。
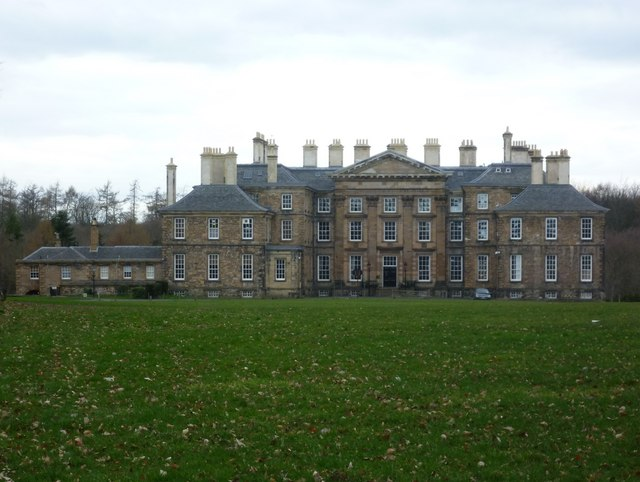
ダルキース・パレス（英語版）、国王ジョージ4世が滞在したこともある[12]。現在も公爵家の所有だが、一族は居住していないという。
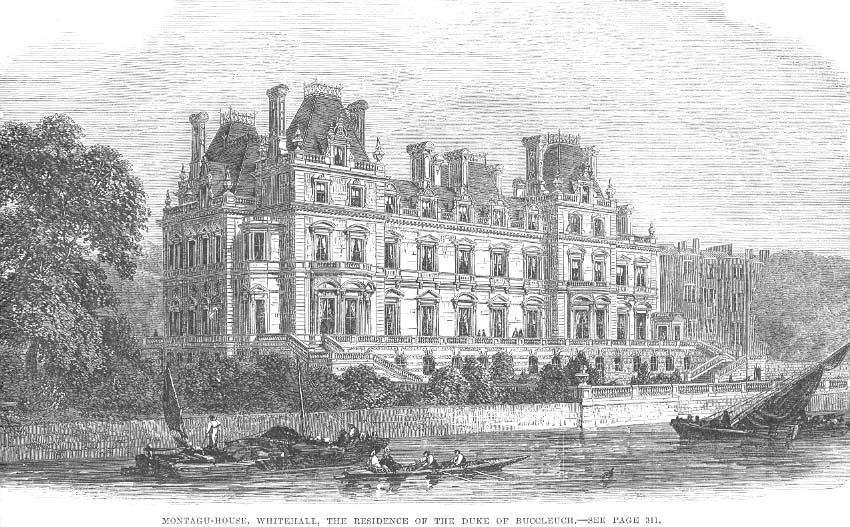
モンタギュー・ハウス（英語版）、公爵家のロンドンにおけるタウンハウスであったが、取り壊されて現存しない。

## 公爵家の伝統行事
バクルー公爵家の伝統行事には『ロース・シルバー(Wroth Silver))』と呼ばれるものがある。これは毎年11月11日の聖マルティヌスの日に公爵家の領地があるウォリックシャーのザ・ハンドレッド荘園にて行われる行事で、その内容は公爵邸の警備を免除する代わりに領民から数ペンスほどの銀貨を徴収するというものである。
この領民にとっては負担となる風習は現在まで続いている。なぜならば数ペンスを寄進するだけで、公爵家より参加者一堂にラム酒や牛乳の大盤振舞が待ち受けているからだという。

## 現当主の保有爵位
現当主である第10代バクルー公爵リチャード・モンタギュー＝ダグラス＝スコットは、以下の爵位を有する。
- 第10代バクルー公爵(10th Duke of Buccleuch)
(1663年4月20日の勅許状によるスコットランド貴族爵位)
- 第12代クイーンズベリー公爵(12th Duke of Queensberry)
(1683年2月3日の勅許状によるスコットランド貴族爵位)
- 第12代ダンフリーズシャー侯爵(12th Marquess of Dumfriesshire)
(1683年2月3日の勅許状によるスコットランド貴族爵位)
- 第13代バクルー伯爵(13th Earl of Buccleuch)
(1619年3月16日の勅許状によるスコットランド貴族爵位)
- 第10代ドンカスター伯爵(10th Earl of Doncaster)
(1662年/63年2月14日の勅許状によるイングランド貴族爵位)
- 第10代ダルキース伯爵(10th Earl of Dalkeith)
(1663年4月20日の勅許状によるスコットランド貴族爵位)
- 第12代ドラムランリグ=サンクアー伯爵(12th Earl of Drumlanrig and Sanquhar)
(1682年2月11日の勅許状によるスコットランド貴族爵位)
- 第12代ニス＝トーソラルド＝ロス子爵(12th Viscount of Nith, Tortholwald and Ross)
(1682年2月11日の勅許状によるスコットランド貴族爵位)
- 第14代バクルーのスコット卿(14th Lord Scott of Buccleuch)
(1606年3月18日の勅許状によるスコットランド貴族爵位)
- 第13代フィッチェスター及びエスクデイルのスコット卿(13th Lord Scott of Whitchester and Eskdaill)
(1619年3月16日の勅許状によるスコットランド貴族爵位)
- 第10代ティンデイルのスコット男爵(10th Baron Scott of Tindale)
(1662年/63年2月14日の勅許状によるイングランド貴族爵位)
- 第12代キルマウント、ミドルビー及びドーノックのダグラス卿(12th Lord Douglas of Kilmount, Middlebie and Dornock)
(1682年2月11日の勅許状によるスコットランド貴族爵位)

## 一覧

### バクルーのスコット卿 （1606年）
- 初代バクルーのスコット卿ウォルター・スコット（英語版）(1565年-1611年)
- 第2代バクルーのスコット卿ウォルター・スコット (1633年没)(1619年、バクルー伯爵に叙爵)

### バクルー伯爵 （1619年）
- 初代バクルー伯爵ウォルター・スコット （1603年 - 1633年）
- 第2代バクルー伯爵フランシス・スコット (1626年-1651年)
- 第3代バクルー伯爵メアリー・スコット  （1647年 - 1661年）
- 第4代バクルー伯爵アン・スコット  （1651年 - 1732年）(1663年にバクルー公爵位創設)

### バクルー公爵 （第1期; 1663年）
- 初代バクルー公爵(初代モンマス公爵)ジェイムズ・スコット  （1649年 - 1685年）(1685年私権剥奪、妻の公爵位は下記のとおり存続)

### バクルー公爵 （第2期; 1663年）
- 初代バクルー女公爵アン・スコット（1651年 – 1732年）
- 第2代バクルー公爵フランシス・スコット（1695年 – 1751年）
  - 1742年、ドンカスター伯爵位等回復
- 第3代バクルー公爵ヘンリー・スコット（1746年 – 1812年）
  - 1810年、クイーンズベリー公爵位を相続
- 第4代バクルー公爵チャールズ・モンタギュー＝スコット（1772年 – 1819年）（家名にモンタギュー姓を加える）[註釈 7]
- 第5代バクルー公爵ウォルター・モンタギュー＝ダグラス＝スコット（1806年 – 1884年）（クイーンズベリー公爵の家名であるダグラス姓を加える）
- 第6代バクルー公爵ウィリアム・モンタギュー＝ダグラス＝スコット（1831年 – 1914年）
- 第7代バクルー公爵ジョン・モンタギュー＝ダグラス＝スコット（1864年 – 1935年）
- 第8代バクルー公爵ウォルター・モンタギュー＝ダグラス＝スコット（英語版）（1894年 – 1973年）
- 第9代バクルー公爵ジョン・モンタギュー＝ダグラス＝スコット（英語版）（1923年 – 2007年）
- 第10代バクルー公爵リチャード・モンタギュー＝ダグラス＝スコット（英語版）（1954年 – ）
  - 公爵位の法定推定相続人は、10代公の長男であるダルキース伯爵（儀礼称号）ウォルター・モンタギュー＝ダグラス＝スコット（英語版）（1984年 – ）。

## バクルー公爵家紋章の変遷

バクルー伯爵スコット家の紋章(Ancestral Scott arms: Or on a bend azure a mullet of six points between two crescents of the field)[15]
初代公(兼モンマス公)ジェイムズの紋章。イギリス王家の紋章に庶子を示すバトンが置かれ、中央にはバクルー伯爵スコット家の紋章が入る。
4代公の紋章。初代公の紋章に、婚姻関係からモンタギュー公爵モンタギュー家の紋章が加わっている[註釈 8]。
5代公の紋章。彼はクイーンズベリー公爵を継承したため、ダグラス家の紋章が加わったほか、左掲の紋章にあったモンタギュー家はマールバラ公爵家の血も引くことから、チャーチル家の紋章も加えられた。さらに、カーディガン伯爵ブルーデネル家の紋章も追加されている[註釈 9]。
現在のバクルー公爵スコット家の紋章。アーガイル公爵キャンベル家の紋章が加わった[註釈 10][16]。

### 註釈
1. ↑  本邸宅は現在もバクルー・グループの管理下にあるが、現在一族は居住していないため、「旧邸宅」に分類した。
2. ↑  両爵位ともにスコットランド貴族爵位。
3. ↑  バクルー公位はスコットランド貴族爵位だが、モンマス公位はイングランド貴族爵位。
4. ↑  復活した場合、イングランド貴族上位層の序列に関わってくるモンマス公爵位についての再授与はなされなかった。
5. ↑  アーガイル公爵キャンベル家はスコットランド貴族としてアーガイル公位を、さらに連合王国貴族として同名の公爵位を保持している。
6. ↑  以前はこの寄進を怠ると、赤い耳と鼻の白牛を差し出すか、1ペンスにつき1ポンドの罰金が科せられたという。[14]
7. ↑  4代公は一代で断絶した初代モンタギュー公爵ジョージ・モンタギューの孫にあたるため。
8. ↑  3代公の妻が初代モンタギュー公爵の娘であったことに因む。
9. ↑  バクルー公爵スコット家と婚姻関係にあったモンタギュー家だが、その初代モンタギュー公爵の娘の夫が第4代カーディガン伯爵であったため。
10. ↑  3代公の母が第2代アーガイル公爵の長女であったため。

## 関連図書
- Chisholm, Hugh, ed. (1911). "Buccleuch, Dukes of" . Encyclopædia Britannica (英語). Vol. 4 (11th ed.). Cambridge University Press. p. 712.
- 森護『英国の貴族―遅れてきた公爵』大修館書店、1987年。